# Alto do Ipiranga
Alto do Ipiranga não é um bairro, e sim uma região que ficou conhecida, devido a estação de Metrô Alto do Ipiranga, por ficar na parte mais alta do bairro do Ipiranga, o mesmo é pertencente à Linha 2-Verde. A região é localizada no distrito do Ipiranga e Cursino na Zona Sudeste da cidade de São Paulo (Brasil).
A parte conhecida por este nome, contempla partes dos bairros Ipiranga, Vila Dom Pedro I e Vila Gumercindo.

## História
A estação Ipiranga surgiu pela primeira vez nos projetos da Linha Vila Madalena - Vila Prudente do metrô de São Paulo em 1991, quando a estação "Nazaré" foi renomeada brevemente "Ipiranga" para ser novamente nomeada "Nazaré". Até então, a estação Nazaré/Ipiranga estava prevista para ser construída na esquina da Avenida Nazaré com a Rua Marquês de Olinda.
Em 2004 o projeto da estação Nazaré foi alterado, com a estação deslocada para a Av. Dr Gentil de Moura, localização até então nunca estudada e seu nome passou a ser "Alto do Ipiranga". Suas obras foram realizadas entre março de 2004 a junho de 2007, quando a estação foi inaugurada.